# 장구벌레

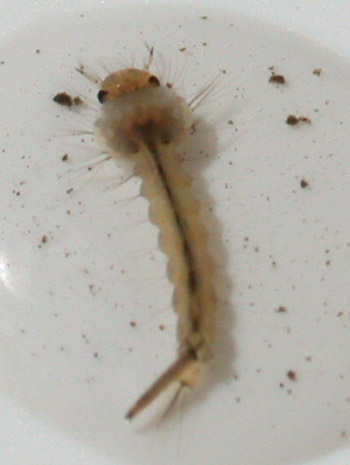
집모기류 유충

장구벌레는 모기의 애벌레를 가리킨다. 모기는 한번에 100~700개의 알을 물이 고여있는 곳에 낳는다. 장구벌레는 물 속에서 위아래로 이동하여 먹이를 섭취하는 등 매우 활발하게 운동한다. 집모기의 장구벌레는 꼬리 부분 끝에 있는 호흡관을 수면 밖으로 내어 외호흡을 하며, 4회 탈피 후 번데기로 된다. 반면 학질모기의 장구벌레는 호흡관이 없고, 꼬리끝의 기문을 수면 밖으로 내어 외호흡을 한다.
천적으로는 큰 물고기와 송사리, 미꾸라지, 잔물땡땡이(유충), 그 이외 각종  수생 곤충 이 있다. 특히 잔물땡땡이는 잘 모르고있는 사람들이 많은데, 최근 연구결과 잔물땡땡이 유충은 하루에 장구벌레를 900마리 이상 먹는 것으로 나타났다. 모기유충은 생태계유지에 필요한 먹이이다. 특히 물고기, 수생 곤충들은 모기유충을 먹이로 삼는다.

## 생태 관찰
장구벌레는 특별한 먹이를 주지 않아도 물 속에 있는 미생물을 잡아먹고 산다. 생김새는 송충이와 비슷한데, 머리가 크고 꼬리 쪽으로 갈수록 몸이 가늘어진다. 몸은 회색을 띠며, 길이가 약 4-7㎜ 정도이고 머리·가슴·배로 나누어져 있다.
머리에 1쌍의 눈과 2쌍의 더듬이, 1개의 입이 있으며, 몸은 여러 개의 마디로 이루어져 있다. 또한 꼬리 쪽에는 대롱처럼 생긴 가느다란 관이 있는데, 물 속에서 헤엄치다가 가끔 수면으로 떠올라서 물구나무를 선 자세로 이 관을 물 위로 내밀고 이것을 통해서 숨을 쉰다. 이 관을 숨관이라고 한다.
매우 활발하게 운동을 하다가 몸의 형태가 번데기로 변하기 시작하면 물 표면에 가만히 있는다. 번데기는 머리·가슴·배로 나뉘어 있던 몸이 머리와 가슴이 합쳐지고 꼬리는 굽은 모양으로 변한다.
장구벌레의 번데기는 껍질로 싸여 물 표면에 붙어서 움직이지 않는다. 번데기가 된 지 2-3일 후, 번데기의 등이 갈라지면서 어른벌레인 모기가 되어 날아간다.
이끼 낀 연못이나 더러운 물, 오랫동안 방치된물, 창문 틈새,  고인 물 등에 주로 서식한다.